# Inmates: A Love Story
Inmates: A Love Story es un telefilme estadounidense de drama y romance de 1981, dirigido por Guy Green, escrito por James G. Hirsch y Delia Jordan, musicalizado por Dana Kaproff, en la fotografía estuvo Al Francis y los protagonistas son Kate Jackson, Perry King y Pamela Reed, entre otros. Este largometraje fue producido por Finnegan Associates y se estrenó el 13 de febrero de 1981.

## Sinopsis
El contador Roy es condenado a ir a la cárcel por amoldar los balances. Espera que sus compañeros, que se favorecieron con su trampa, lo ayuden para que vuelvan a rever su sentencia. Mientras, debe habituarse a vivir en la penitenciaría.